# Srpokřídlec lipový
Srpokřídlec lipový (Sabra harpagula) je noční motýl, největší druh z čeledi srpokřídlecovitých vyskytující se na území České republiky. Co do velikosti s ním může soupeřit jen srpokřídlec vrbový. Z našich srpokřídleců má také nejvýraznější srpovitá zakončení křídel, podle kterých dostal rod (i celá čeleď) jméno.

## Rozšíření
Je rozšířen v teplejších oblastech eurosibiřského areálu.

Lze se s ním setkat ve světlých listnatých lesích a hájích, na pasekách a podél lesních cest. Drží se spíše v nížinách, do vyšších poloh nevystupuje.

## Popis

Sbírkový exemplář (samec)

Délka předního křídla je 18–21 mm, obě pohlaví jsou stejně velká i stejně zbarvená, výrazně se liší pouze tykadly – ta jsou u samců hřebenitá, u samic nikoli. Základní barvou obou párů křídel je rudohnědá. Středem předních křídel probíhá výrazněji zbarvená hnědá páska s pískově žlutými skvrnkami, ve vnější oblasti křídla je pak šedomodré pole s černými půlměsíčky v křídelním lemu. Zadní křídla nesou kromě několika nevýrazných příček také tmavou skvrnku zhruba uprostřed plochy. Hruď a zadeček jsou zbarveny stejně jako křídla. Obě pohlaví mají vyvinutý krátký sosák.
Housenky srpokřídleců se vyznačují menším počtem nohou, poslední pár (tzv. pošinky) je totiž přeměněn v hrotitý výběžek na konci těla. Zbarvení housenek je relativně pestré – několik předních článků je fialově hnědých, zbytek těla je svrchu žlutý, přičemž žlutá plocha se střídavě zužuje a rozšiřuje. Boky těla jsou bledě čárkované. Na hlavě a třetím hrudním článku je dvojhrotý hrbolek. Poslední, hrotitý článek těla je celý rudohnědý.
Kukla je hnědá a jakoby bělavě poprášená.

## Bionomie
Dospělí motýli se vyskytují ve dvou na sebe navazujících generacích (od května do července a pak ještě v srpnu), přičemž srpnová generace bývá pouze částečná. Přes den odpočívají motýli ve skrytu podrostu, zpravidla na spodní straně listů, méně často i na kůře stromů. Létají poměrně rychle.
Housenky se na živných rostlinách objevují od července do října. Živí se listy lípy, ale také břízy, olše a dubu. Kuklí se v zápředku mezi listy, kukla přezimuje do dalšího roku.